# Кастелфранчи
Кастелфра̀нчи (на италиански: Castelfranci) е село и община в Южна Италия, провинция Авелино, регион Кампания. Разположено е на 450 m надморска височина. Населението на общината е 2165 души (към 2010 г.).